# Локомотив-Пенза
«Локомотив-Пенза» — команда по регби из Пензы. Основана 1 ноября 2018 года. Чемпион России по регби-15 в сезоне 2022/2023, трёхкратный чемпион России по регби-7. Выступает в чемпионате России.

## История
В 2018 году Федерация регби России и председатель Попечительского совета Федерации регби России Игорь Артемьев договорились о сотрудничестве с ОАО «РЖД». Госкорпорация взяла на себя финансирование одного из регбийных клубов, но выставила пожелание — он должен находиться не в Москве. В итоге выбор пал на Пензу, где оставалась база РК «Пенза», однако активному развитию регби в регионе мешал недостаток финансирования.
Таким образом, «Локомотив-Пенза» стал совершенно новым проектом, а не реинкарнацией «Империи», которая прекратила свое существование в 2018 году. Клуб стал финансироваться «РЖД», не затрагивая ни городского, ни областного бюджетов.
Первым главным тренером стал воспитанник пензенского регби Александр Янюшкин, который незадолго до этого завершил карьеру игрока в РК «ВВА-Подмосковье». Основу команды составили игроки «Империи», к которым также присоединились несколько известных воспитанников пензенского регби из других клубов : Сергей Янюшкин, Илья Дёмушкин, Рушан Ягудин, а также, чуть позже, и грузинские легионеры.
В ноябре 2018 игроки начали подготовку к первому сезону. Первый матч команда провела на выезде 3 мая в рамках чемпионата 2019 года против «Кубани» (39:12). Завершив регулярный чемпионат Премьер-лиги на шестом месте, «Локомотив-Пенза» сначала уступил в Москве «Славе» в четвертьфинале плей-офф (17:28), а затем дома новокузнецкому «Металлургу» в полуфинале за 5-8 места (12:27). Матч за седьмое место не состоялся из-за неявки в Пензу «Булавы».
Первым достижением РК «Локомотив-Пенза» в 2019 году стало завоевание золотых медалей в чемпионате России по регби-7. Эта разновидность регби на протяжении многих лет культивировалась в Пензе тренером Олегом Балашовым, при котором РК «Пенза» пять раз становился призёром чемпионата страны. Александр Янюшкин, четырехкратный чемпион Европы, несколько лет работал в тренерском штабе сборной России по регби-7 вместе с Андреем Сорокиным. В сезонах 2022 и 2023 команда повторила свое чемпионство в турнире по регби-7.
19 июня 2023 года «Локомотив-Пенза» впервые в своей истории стал чемпионом России по классическому регби-15, обыграв в гостях в финальном матче многолетнего чемпиона «Енисей-СТМ» из Красноярска. Финальный счет 23:20, по итогам первого тайма команда из Пензы проигрывала 0:17.

## Стадион
Домашняя арена РК Локомотив-Пенза стадион «Первомайский», адрес: Пенза, ул. Калинина, 119.
С начала сезона 2025 клуб проводит свои домашние матчи на стадионе «Мордовия Арена» в Саранске в связи с реконструкцией стадиона «Первомайский»..

## Текущий состав
Сезон 2023-24 (информация актуальна на 11.01.2024)

### Тренерский штаб
- Александр Янюшкин — главный тренер (2018—н. в.)
- Давид Гургенадзе — старший тренер (2019—н. в.)

## Известные игроки
См. также: Категория:Игроки РК «Локомотив-Пенза»

- Нико Апциаури
- Георгий Мчедлишвили
- Виктор Гресев
- Илья Дёмушкин
- Александр Савоськин
- Наполиони Налага
- Игорь Снисаренко
- Джеймс Даун

## Достижения
Чемпионат России по регби-7
- Чемпион: 2019, 2022, 2023
- Второе место: 2020/21

Кубок России по регби-7
- Чемпион: 2025

Чемпионат России по регби-15
- Чемпион: 2022/23
- Второе место: 2020/21, 2021/22
- Третье место: 2023/2024

Суперкубок России по регби-15
- Финалист: 2024